# Абращиха
Абращиха — деревня в Гаврилов-Ямском районе Ярославской области России. Входит в состав Стогинского сельского округа Митинского сельского поселения.

## География
Деревня находится в юго-восточной части области, в зоне хвойно-широколиственных лесов, на правом берегу реки Самбурихи, при автодороге 78К-0007, на расстоянии примерно 18 километров (по прямой) к востоку-юго-востоку от города Гаврилов-Ям, административного центра района. Абсолютная высота — 130 метров над уровнем моря.

### Климат
Климат характеризуется как умеренно континентальный, с умеренно холодной зимой и относительно тёплым летом. Среднегодовая температура воздуха — 3 — 3,5 °C. Средняя температура воздуха самого холодного месяца (января) — −13,3 °C; самого тёплого месяца (июля) — 18 °C. Вегетационный период длится около 165—170 дней. Годовое количество атмосферных осадков составляет 500—600 мм, из которых большая часть выпадает в тёплый период.

### Часовой пояс
Абращиха, как и вся Ярославская область, находится в часовой зоне МСК (московское время). Смещение применяемого времени относительно UTC составляет +3:00.

## Население
Согласно переписным листам, в 1857-м году в деревне проживали 107 человек, из них 50 мужчин и 57 женщин. Грамотность среди мужчин составляла 70 %, среди женщин — 22 %. В деревне было 24 дома, все — деревянные, крытые соломой или тёсом. 9 из этих 24 домов принадлежали Коноваловым, 8 — Ромашовым, 2 — Щербаковым. По роду занятий хозяева 4 домов были торговцами в Санкт-Петербурге, 2- торговцами в Москве, 1 — торговцем в Тверской губернии, 7 — плотниками, 1 — кучером в Санкт-Петербурге. Все жители деревни принадлежали к государевым крестьянам.
| 2007 | 2010 |
| ---- | ---- |
| 15   | ↘12  |

### Национальный состав
Согласно результатам переписи 2002 года, в национальной структуре населения русские составляли 94 % из 17 чел.